# Субботина, Софья Александровна
Со́фья Алекса́ндровна Суббо́тина (в девичестве Ио́вская) (1830 г. Москва Российская империя — 15 февраля 1919 г. Орёл, РСФСР) — русская революционерка, народница.
Мать Евгении, Марии и Надежды Субботиных — русских революционерок, народниц.

## Биография
Дворянка Орловской губернии. Родилась в 1830 году в Москве, в семье адъюнкт-профессора Московского университета А. А. Иовского. Получила домашнее образование.
В 1852 году вышла замуж за Дмитрия Павловича Субботина. Рано овдовела. Владела имением с. Подворгольском (Елецкий уезд Орловская губерния) и имением в с. Беломестном (Новооскольский уезд Курская губерния).
В 1873 году вместе с младшей дочерью Надеждой выехала за границу. Жила в Цюрихе (Швейцария), посещала женский кружок, общалась с русскими эмигрантами, ходила на собрания Первого Интернационала.
Вернувшись в 1873 году в Россию, пригласила в школы, попечительницей которых она была, скрывавшихся от преследования В. Батюшкову — в с. Подворгольское и Е. Завадскую — в с. Беломестное. Обе учительницы вели противоправительственную пропаганду среди крестьян. Вследствие доноса местного конторщика была обыскана и арестована 14 сентября 1874 года в с. Беломестном и заключена в Курскую тюрьму. При обыске 19 сентября 1874 года в с. Подворгольском было обнаружено много революционной литературы.
Переведена в Петербург в Дом предварительного заключения. С 3 апреля по 13 декабря 1875 года содержалась в Петропавловской крепости, после чего снова переведена в Дом предварительного заключения. Привлечена к дознанию по делу о пропаганде в империи и 5 мая 1877 года предана суду Особого Присутствия Правительствующего Сената по обвинению в составлении противозаконного сообщества, в участии в нём и в произнесении «дерзких слов» по адресу Александра II (Процесс ста девяноста трёх). За отказ отвечать на вопросы суда удалена 10 ноября 1877 года из зала заседаний. Признана виновной в произнесении «дерзких слов» и 23 января 1878 года приговорена к заключению в смирительном доме на 8 месяцев. Суд ходатайствовал о вменении ей в наказание предварительного заключения. По Высочайшему повелению 11 мая 1878 года приговор суда утверждён условно, с подчинением её надзору полиции на три года.
По распоряжению министра внутренних дел от 19 июля 1878 года выслана в административном порядке под строжайший надзор полиции в Вятскую губернию. Водворена 28 июля 1878 года в Глазове.
По распоряжению министра внутренних дел от 21 ноября 1878 года разрешено переехать в Каинск (Томская губерния) для совместного проживания с дочерью Надеждой. Прибыла в Каинск в марте 1879 года. В июле 1880 года вместе с дочерью переехала в Томск.
По постановлению Особого совещания от 3 мая 1882 года срок надзора определён в 5 лет, считая с 9 сентября 1881 года. В декабре 1881 года привлечена в числе 52-х лиц к дознанию по делу о «Красном Кресте» «Народной Воли», в виду обнаружения её адреса в списке лиц, могущих оказывать содействие политическим ссыльным. При обыске у ней в Томске обнаружены списки и переписка, указывавшая на снабжение ссыльных деньгами.
Арестована 1 января 1882 года и содержалась под стражей по 26 марта 1882 года. Вторично заключена под стражу 22 июля 1882 года и содержалась в Томской тюрьме. По Высочайшему повелению 5 октября 1883 года дело о ней разрешено в административном порядке с высылкою её в Восточную Сибирь под надзор полиции до окончания срока надзора, определённого постановлением Особого совещания.
Водворена в Тесинскую волость (Минусинский округ, Енисейская губерния). По постановлению Особого совещания от 23 октября 1886 года срок надзора продлён ещё на два года. До конца ссылки жила в Минусинске.
В августе 1888 года по окончании ссылки выехала в Орловскую губернию, где с 23 сентября 1888 года находилась под негласным надзором полиции. В 1891 году жила в Варшаве в семье дочери Евгении.
В марте 1893 года получила право жительства в Москве.
В ноябре 1897 года выехала за границу.
В 1902 году переехала на постоянное жительство из Киева в Одессу.
По циркуляру Департамента полиции от 12 марта 1903 года прекращён негласный надзор. В апреле 1917 года переехала в Орёл, где и умерла 15 февраля 1919 года.

## Муж и дети
- Дмитрий Павлович Субботин — помещик Елецкого уезда (Орловская губерния), кандидат прав Харьковского университета, штабс-капитан Уланского полка в запасе.

Дочери:
- Евгения Дмитриевна (1853 — после 1930)
- Мария Дмитриевна (1854—1878)
- Надежда Дмитриевна (1855 — после 1930)

## Интересные факты
- Софья Александровна продала имение в с. Беломестном Новооскольского уезда, а деньги использовала на улучшение материальных условий и организацию побегов политзаключённых.
- Восемь тысяч рублей были переданы через Веру Фигнер для организации партии «Народная воля».
- Касса революционного кружка «москвичей» восполнялась в основном за счёт средств Субботиных и Александра Цицианова[1].

## Примечание
1. ↑  История Белгородской области. Крах крепостного строя — яруга.рф (недоступная ссылка)